# José Pereira Coutinho
José Pereira Coutinho (kinesiska: 高天賜; Jyutping: Gou1 Tin1 Ci3), född 22 juli 1957, är en macaoisk jurist och politiker som representerar partiet Nytt hopp. Han har arbetat som ordförande till både Macaos portugisiska föreningars förbund (port. Conselheiro das Comunidades Portuguesas em Macau) och Macaos offentliga ämbetsmän (port. Trabalhadores da Função Pública de Macau).

## Bakgrund och privatliv
Coutinhos far Basilio Cancio Coutinho, som var en polismästare, och mor Maria Ida Lourdina Julieta Pereira Coutinho gifte sig i portugisiska Goa och flyttade till portugisiska Macao. José är deras äldsta son.
Han har både portugisiskt och macaoiskt (Folkrepubliken Kina) medborgarskap. Han är den enda ledamot i Macaos lagstiftande församling som är också portugisisk medborgare.
Coutinho har studerat vid University of Macau och är juris magister.
2014 tilldelade honom Portugals meritordens (portugisiska Ordem de Mérito) kommendörsgrad av Portugals president Aníbal Cavaco Silva.

## Politisk karriär
Coutinho valdes till lagstiftande församlingen för första gången 2005 och har blivit omvald sedan dess.
År 2015 anmälde Coutinho sin kandidatur i Portugals parlamentsval och grundade ett nytt parti (Nós, Cidadãos!). Hans valkrets var "utanför Europa" där väljs två ledamöter till parlamentet. Lagstiftande församlingens talman Ho Iat-seng påpekade att alla ledamöter i Macao måste ge trohetsed till Folkrepubliken Kina. I valet fick Coutinhos parti nästan 18 % av röster i valkretsen "utanför Europa" men Coutinho blev inte invald. Under sin kampanj berättade Coutinho att han hade fått ett meddelande från "ett stort [portugisiskt] parti" som uppmuntrade honom att avstå från sin kandidatur.
Som ledamot i Macaos lagstiftande församlingen har Coutinho fokuserad på saker och ting som är fel i Macao, såsom relativt stor antal kasinon och Macaos finansiella beroende på deras vinst. Enligt honom borde staden mångsidiggöra sin ekonomi.
År 2012 inled Coutinho en kampanj för att förbättra djurrätt i Macao med slogan "djur är inga saker". Han tog initiativet till lagstiftande församlingens röstning två år senare men lagförslaget bemöttes med fördröjning.
Macaos myndigheter förhindrade majoriteten av pro-demokratiska partier från att kandidera i valet 2021. Coutinho och hans Nytt hopp -parti fick dock lov att delta i valet. Coutinho ville själv inte kommentera situationen.

## Galleria

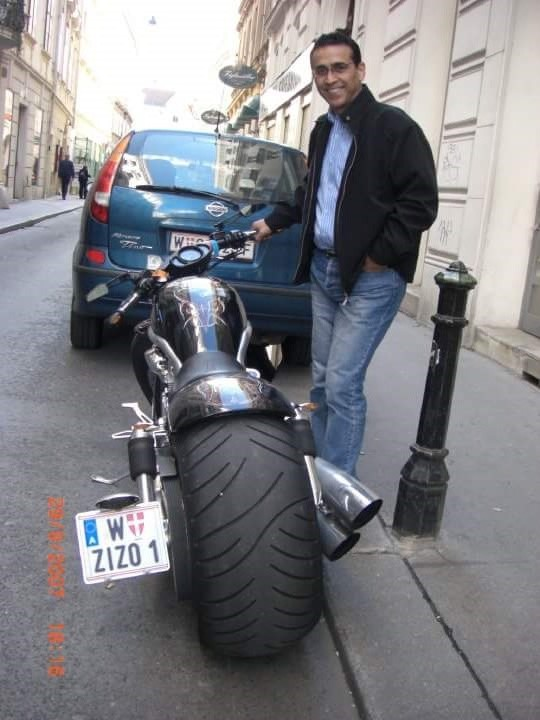
Coutinho i Österrike år 2001
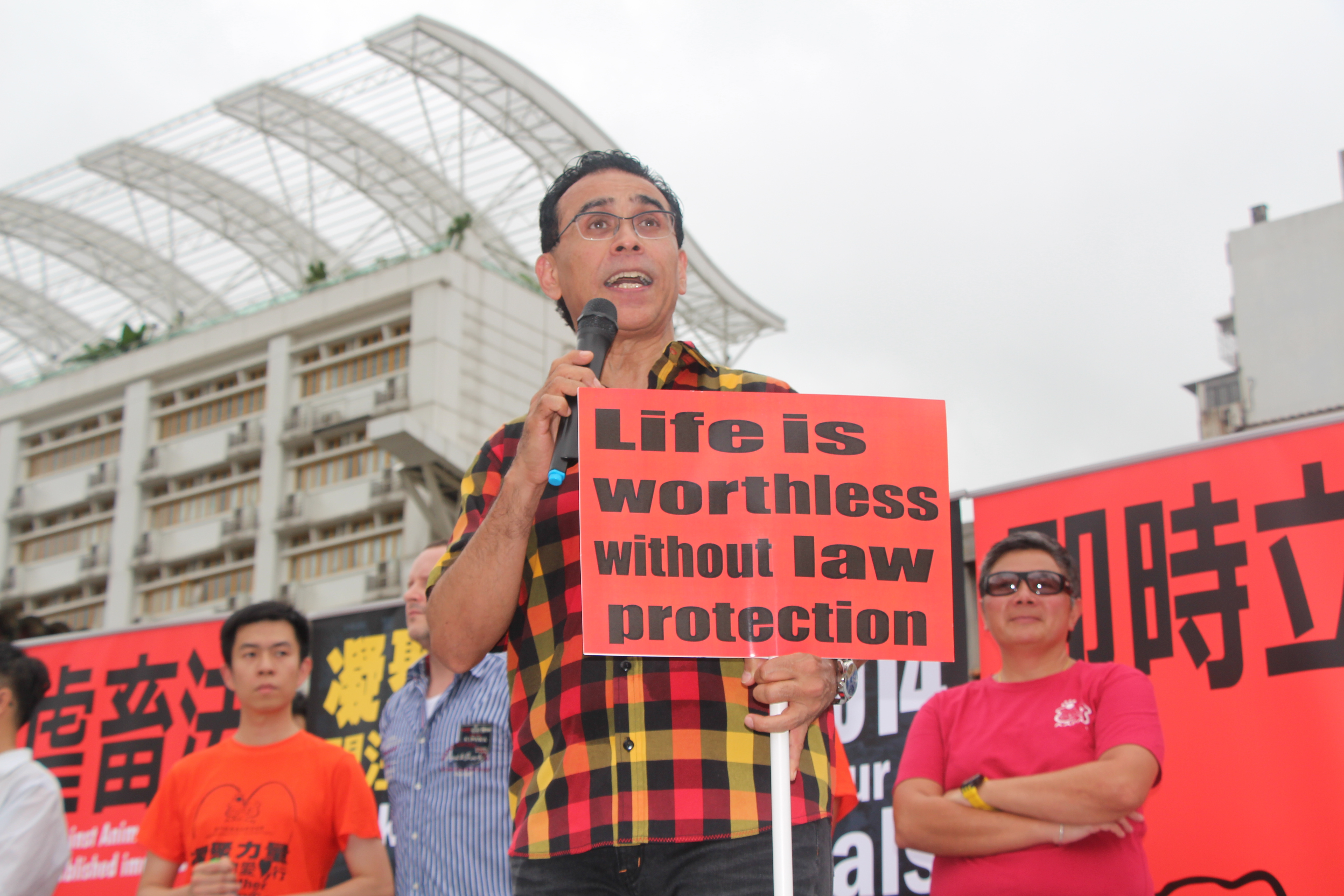
Coutinho i en demonstration för djurrättigheter år 2014
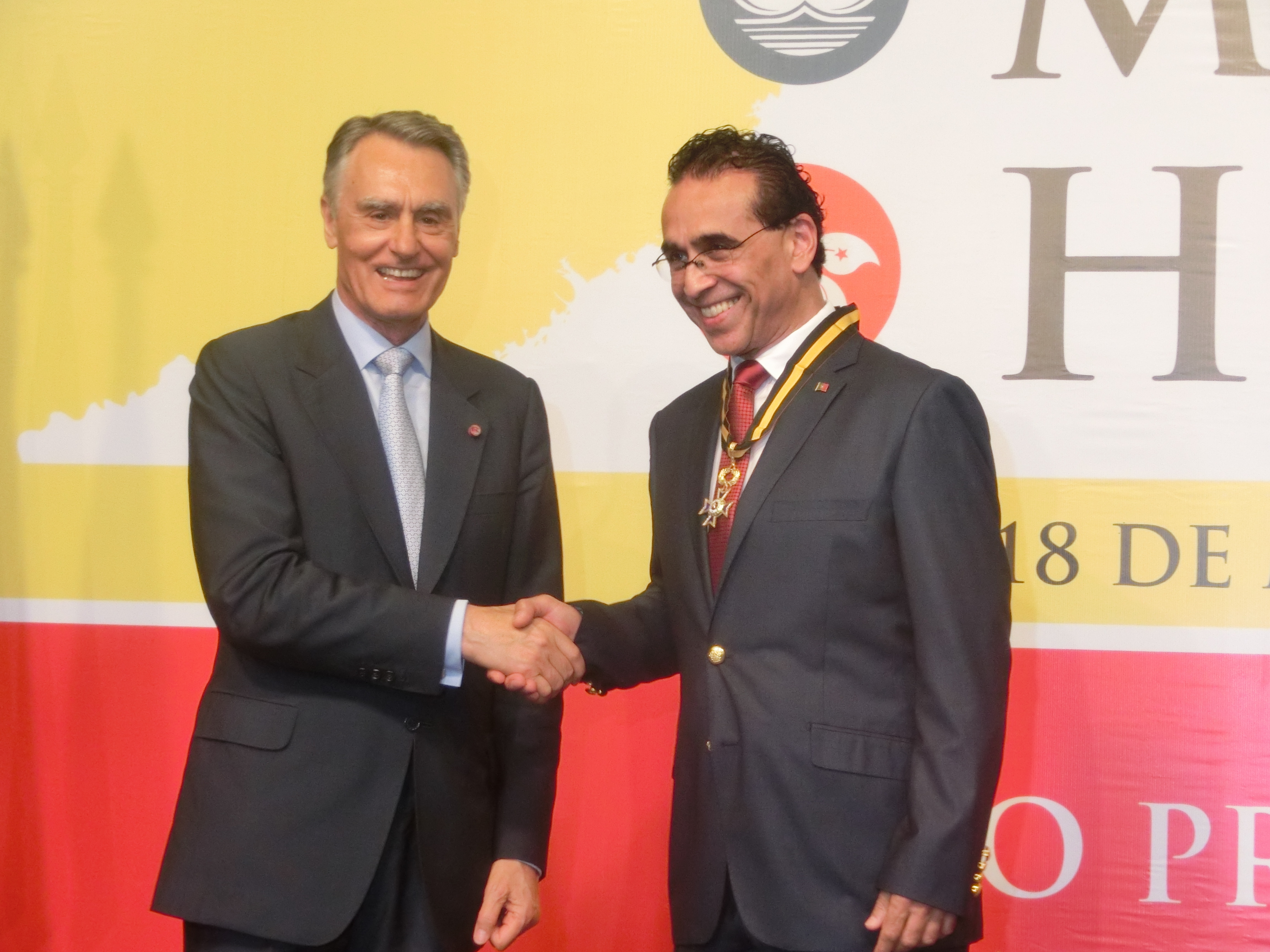
Coutinho tilldelas Portugals meritorden av presidenten Cavaco Silva år 2014